# Nhân học xã hội
Nhân học xã hội là ngành nghiên cứu về các khuôn mẫu hành vi trong xã hội và văn hóa loài người. Đây là một lĩnh vực chính của nhân học trên khắp Vương quốc Anh và phần lớn châu Âu, nơi nó được phân biệt với nhân học văn hóa. Tại Hoa Kỳ, nhân học xã hội thường được xếp vào nhân học văn hóa hay nhân học văn hóa xã hội.